# Бојан Матић
Бојан Матић (Зрењанин, 22. децембра 1991) српски је фудбалер који игра на позицији нападача.

## Каријера
Фудбалом је почео да се бави у Новом Бечеју у млађим категоријама локалног Јединства где је дебитовао за први тим 2008. године са свега 16 година. У лето 2013. године прешао је у Сенту где се задржао две сезоне. Потом је отишао у редове Земуна где се задржао једну полусезону да би потом прешао у Лозницу где је такође провео само пола године. У лето 2016. године прешао је у шабачку Мачву. Са 14 постингутих голова током такмичарске 2016/17. у Првој лиги Србије, Матић је био један од најзаслужнијих за пласман Шапчана у Суперлигу Србије. У својој дебитантској сезони у највишем рангу, Матић је постигао 11 голова што му је у лето 2018. године обезбедило потписивање уговора са јужнокорејским прволигашем Сеулом. Након само шест месеци вратио се у српски фудбал и потписао двогодишњи уговор са новосадском Војводином. И поред добрих игара и продужетка уговора до јуна 2021. године, Матић је 24. јануара 2020. године напустио Војводину и потписао двоипогодишњи уговор са Партизаном задуживши црно–бели дрес са бројем 91. У Партизану је био до 7. октобра 2020. када је прослеђен на позајмицу у Атромитос до краја 2020/21. сезоне. У јулу 2021. раскинуо је уговор са Партизаном и потписао за Пахтакор из Узбекистана. У јануару 2022. вратио се у Војводину, потписавши двогодишњи уговор са клубом. У августу 2022. потписао је за Напредак из Крушевца. Након сезоне у Напретку, Матић је у јулу 2023. потписао у Саудијској Арабији за друголигаша Ал Шеиб. У јануару 2024. представљен је као ново појачање црногорског прволигаша Дечића.

## Успеси
Јединство Нови Бечеј
- Војвођанска лига Исток: 2012/13.[12]

Мачва Шабац
- Прва лига Србије: 2016/17.